# Newby O. Brantly
Newby Odell Brantly (* 13. April 1905 in Newport (Texas); † 19. Juli 1993 in Frederick (Oklahoma)) war ein US-amerikanischer Erfinder und Unternehmer.

## Leben
Newby Brantly wurde als Sohn von William und Ida Brantly 1905 geboren, er wuchs mit seinen beiden Brüdern Henry und Olan in der Stadt Newport im US-Bundesstaat Texas auf. Brantly war seit 1932 mit Emma Dean Armstrong bis zu deren Tod 1968 verheiratet. 1969 heiratete er Virginia Beth Keen, mit der er eine Tochter Lynne Susan Wilkens hatte. 1961 wurde er von der National Pilots Association zum Piloten des Jahres ernannt.
Zu seinen patentierten Erfindungen zählen unter anderem im Jahre 1935 eine Strickmaschine für die Firma Penn Elastic, im Jahre 1970 einen Büstenhalter, eine Tiefpumpe von 1983 sowie Heckbagger für Traktoren.
Als Unternehmer gründete er unter anderem die Brantly Helicopter Corporation, die Brantly Manufacturing Company und 1968 die Firma Frybrant in Frederick (Oklahoma).